# Богомолов, Федот Иванович
Федо́т Ива́нович Богомо́лов (1747, село Спасское, Саранский уезд, Пензенская провинция — 1772 или 1773) — беглый крестьянин, один из многих самозванцев, выдававших себя за Петра III.

## Биография
Федот Богомолов был крепостным крестьянином графа Воронцова из села Спасского Саранского уезда. В юности сбежал в Саратов, работал на волжских речных судах саратовского купца Хлебникова. Потом у немецких колонистов, перешёл в станицу Караваинскую, служил в Калмыцкой орде за казака Панчилина. 16 января 1772 года поступил в легионную команду под именем Казина.
Обстановка этого времени в Волжском войске была неспокойной, правительство уже перевело часть казаков в Моздок и имело дальнейшие планы перевода всего войска на укрепление Терской линии. В марте 1772 года казаки провозгласили «Казина»-Богомолова императором Петром Фёдоровичем. Был задержан и заключён в Царицынскую тюрьму. В июне 1772 года казаками была предпринята неудачная попытка освободить его из городской тюрьмы, во время которой был ранен комендант Царицына Иван Цыплетев. В декабре 1772 года Богомолова судили. На суде он сказал, что «императором Петром III объявил о себе в пьянстве своем, без дальнего замысла». Он был приговорён к публичному наказанию кнутом, после чего ему вырвали ноздри, поставили клейма на лице. Умер по дороге на сибирскую каторгу.